# 698

## أحداث

### إفريقيا
- سقوط قرطاج من أيدي البيزنطيين. نهاية الثورات في الأوراس. الفتوحات الإسلامية تصل المغرب العربي. الإمبراطورية البيزنطية لم يتبق لها إلا سبتة.
  - حسان بن النعمان يفتح قرطاج بشكل كامل. وأرسل عدة رسل إلى المناطق المجاورة لها بأن يستسلموا له، وبعد ذلك هاجم قوات الكاهنة ديهيا. إنقسمت القبائل البربرية بين بعضها بسبب الأوضاع. بينما العرب يتقدمون ويتزايدون بسرعة. بعد أن رأت أن كل شيء قد انتهى، أرسلت الكاهنة ديهيا ابنيها لحسان بن نعمان، ثم هاجمت القوات العربية بأخر من تبقى من قواتها، ثم قتلت أثناء المعارك بالقرب من الجم. قدم حسان للقبائل عفوا عاما. عند دخوله إلى القيروان، عقد حسان بن نعمان السلم مع كل الأمازيغ بشرط تحولهم إلى الإسلام، وكذلك إلى اليونانيون المسيحيين والأمازيغ بشرط دفع ضريبة على أن يبقوا على دينهم ويستقروا في تونس.
- إنشاء مدينة تونس، تم تفكيك قرطاج نهائيا.

### آسيا
- إمبراطورة الصين وو شتيان ترسل سفارة إلى خاقان غوكتورك كاباغان تطلب منه ابنته لإبن أخيها. رفض الأتراك الطلب وأعلنوا إعادة الإمبراطور تانغ تجونغزونغ، ولذلك غزوا شمال الصين.
- إنشاء مملكة بالهاي في شمال كوريا.
- في اليابان، مرسوم للإمبراطور تينجي يسمح فيه لفوجيوارا نو فوهيتو ابن فوجيوارا نو كاماتاري الذي ينتمي إلى عائلة قوية وهي ناكاتومي، بحمل اسم فوجيوارا لاعترافاته بالأعمال التي قدمها له ولذريته.

### أوروبا
- بداية حكم تيبريوس الثالث إمبراطور البيزنطيين.
  - تسببت الحرب البحرية ضد العرب بثورات في الأسطول. في كريت، الجنود العائدين من أفريقيا يسمون الاميرال أبسيمار إمبراطورا تحت اسم تيبريوس الثالث.
- إيجاد دراهم عربية مضروبة سنة 698، في منطقة إسكندنافيا.

## مواليد
- تميم بن نصر الكناني
- أبي نو ناكامارو، نبيلة من البلاط الإمبراطوري الياباني.
- وانغ شانغلينغ، شاعر صيني من سلالة تانغ.
- أوسانا، أميرة من نورثمبريا.

## وفيات
- هوغوبرت، كونت نبيل من قصر ملك الفرنجة شيلدبرت الرابع.
- أيد أيرد، ملك دالريادا من شعب كروثين.
- سراقة البارقي، أحد شعراء صدر الإسلام والدولة الأموية، أدرك النبي محمد وشارك في معركة اليرموك.
- وو شنغسي، ابن أخ الإمبراطورة وو شتيان، وهو أمير في البلاط الإمبراطوري.